# Amaka Ogoegbunam
Amaka Ogoegbunam (* 3. März 1990 in Onitsha) ist eine nigerianische Hürdenläuferin und Sprinterin.
Bei den Weltmeisterschaften 2009 in Berlin erreichte sie über 400 Meter und 400 Meter Hürden das Halbfinale, wurde aber nachträglich disqualifiziert, weil sie positiv auf Methenolon getestet wurde. Auch in einem weiteren Dopingtest vom 31. Juli 2009 wurde diese Substanz entdeckt. Wegen dieses Verstoßes gegen die Dopingbestimmungen wurde sie für drei Jahre gesperrt.
2014 wurde sie über 400 Meter Hürden bei den Commonwealth Games in Glasgow im Finale disqualifiziert und gewann bei den Afrikameisterschaften in Marrakesch Silber. Beim Continentalcup in Marrakesch wurde sie Siebte über 100 Meter Hürden und Sechste über 400 Meter Hürden.
2015 schied sie über 400 Meter Hürden bei den Weltmeisterschaften in Peking im Vorlauf aus und siegte bei den Afrikaspielen in Brazzaville.

## Persönliche Bestzeiten
- 400 m: 52,16 s, 18. Juli 2009, Abuja
- 110 m Hürden: 13,52 s, 19. Juni 2014, Calabar
- 400 m Hürden: 55,46 s, 14. August 2014, Marrakesch